# Liste der Baudenkmäler in Krailling
Auf dieser Seite sind die Baudenkmäler in der oberbayerischen Gemeinde Krailling zusammengestellt. Diese Tabelle ist eine Teilliste der Liste der Baudenkmäler in Bayern. Grundlage ist die Bayerische Denkmalliste, die auf Basis des Bayerischen Denkmalschutzgesetzes vom 1. Oktober 1973 erstmals erstellt wurde und seither durch das Bayerische Landesamt für Denkmalpflege geführt wird. Die folgenden Angaben ersetzen nicht die rechtsverbindliche Auskunft der Denkmalschutzbehörde.
 Die Liste gibt den Fortschreibungsstand vom 24. November 2018 wieder und umfasst achtzehn Baudenkmäler.

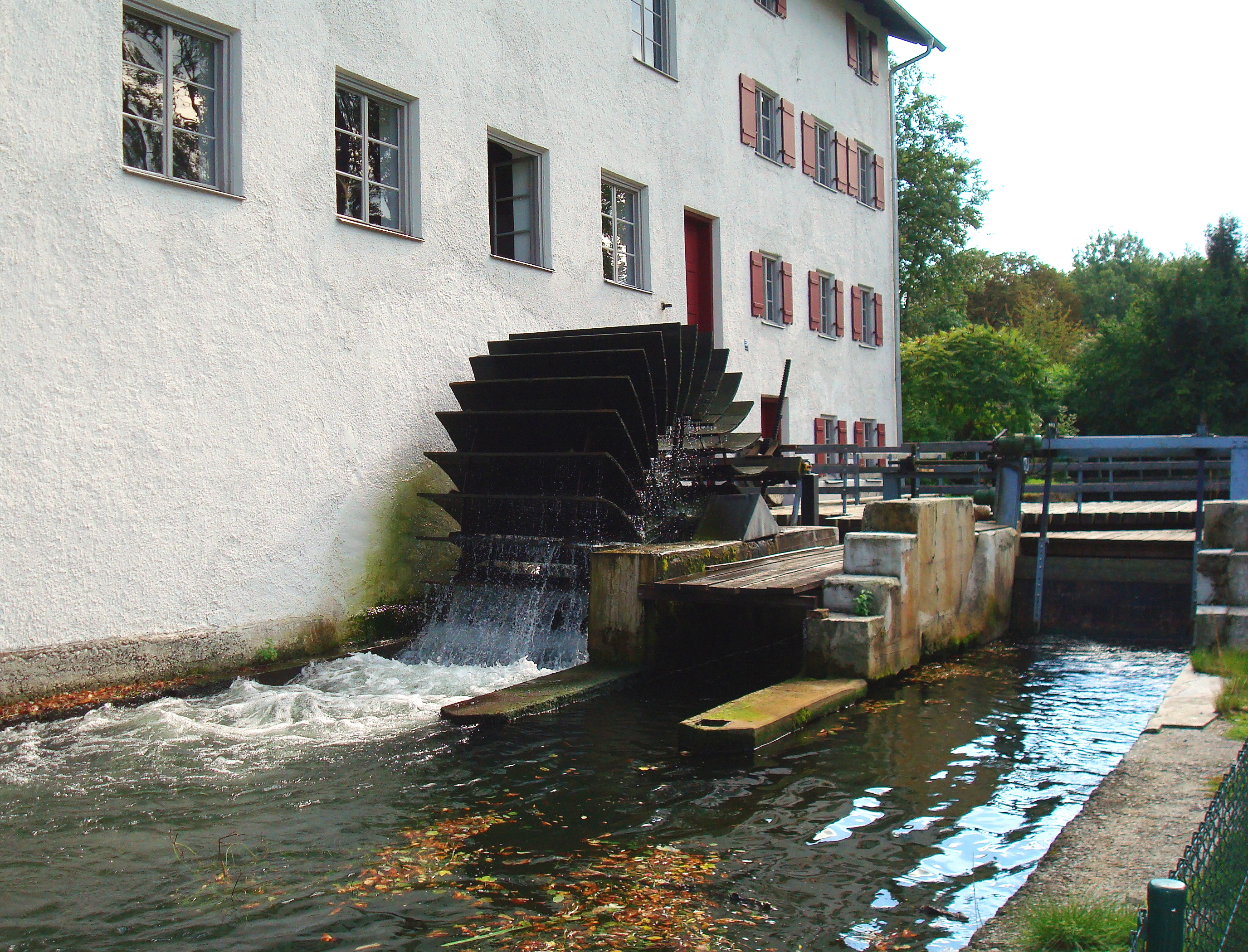
Die Linner Mühle an der Würm in Krailling

## Baudenkmäler nach Ortsteilen

### Krailling
| Lage                                                                            | Objekt                                                                                   | Beschreibung | Akten-Nr.     | Bild                                         |
| ------------------------------------------------------------------------------- | ---------------------------------------------------------------------------------------- | --- | ------------- | -------------------------------------------- |
| Albrecht-Dürer-Straße 1 (Standort)                                              | Villa                                                                                    | Zweigeschossiger Satteldachbau mit Zwerchhausrisalit und polygonalem Eckerker, im Reformstil, wohl von Martin Dülfer, 1905; mit Garteneinfriedung. | D-1-88-127-23 | weitere Bilder                               |
| Bergstraße 9 (Standort)                                                         | Villa                                                                                    | Versetzt angeordneter, zweigeschossiger Satteldachbau mit Zierfachwerk, hölzernen Balkonen, Giebelrisaliten mit offenen Lauben, in Formen des Heimatstils, 1902; mit zeitgenössischer Ausstattung.                                                                                | D-1-88-127-1  | Villa                                        |
| Bergstraße 22 (Standort)                                                        | Villa                                                                                    | zweigeschossiger Walmdachbau mit Ecktürmchen, Zwerchhaus, Kniestock, Loggia, Balkonen und Zierfachwerk, auf hohem Sockelgeschoss, Walter Sartorius, 1898, mit Hangstützmauern, Freitreppe und verbunkertem Kellerausgang.                                                         | D-1-88-127-27 | BW                                           |
| Bergstraße 28 b (Standort)                                                      | Ehemalige Villa                                                                          | Eingeschossiger Mansarddachbau mit halbrundem Zwerchhaus, um 1920. | D-1-88-127-20 | weitere Bilder                               |
| Bergstraße, gegenüber Hermann-Aust-Straße an der Treppe zum Höhenweg (Standort) | Wegkreuz                                                                                 | Neugotisch, um 1900. | D-1-88-127-2  | weitere Bilder                               |
| Forst-Kasten-Straße 30 (Standort)                                               | Villa, ehemals des Komponisten Ermanno Wolf-Ferrari (1876–1948), jetzt Villa Walterspiel | 1893 als kleinere Jagdvilla in Heimatstilformen errichtet, 1930 durch Wolf-Ferrari erweitert, 1942 durch Otto Walterspiel ausgebaut; mit Nebengebäude und parkartigem Umgriff. | D-1-88-127-16 | BW                                           |
| Luitpoldstraße 1 (Standort)                                                     | Villa                                                                                    | Eingeschossiger Mansardwalmdachbau mit Gauben, Loggia, Altane, in neuklassizistischen Formen, um 1925; mit Toreinfahrt. | D-1-88-127-3  | Villa                                        |
| Luitpoldstraße 6 (Standort)                                                     | Wohnhaus                                                                                 | Zweigeschossiger Satteldachbau mit Erker, Holzloggia und rundbogigem Ziervordach, im Reformstil, von Georg Merkl, 1910/11. | D-1-88-127-4  | weitere Bilder                               |
| Luitpoldstraße 20 (Standort)                                                    | Gasthaus Kraillinger Hof                                                                 | Zweigeschossiger Walmdachbau in Ecklage, mit Eckerkerturm, Zwerchhausrisaliten, Zierfachwerk, Balkonen und Lauben, 1897. | D-1-88-127-5  | Gasthaus Kraillinger Hof                     |
| Margarethenstraße 1 (Standort)                                                  | Ehemaliges Torwärterhaus von Schloss Planegg                                             | Zweigeschossiger Zeltdachbau, erste Hälfte 19. Jahrhundert. | D-1-88-127-7  | Ehemaliges Torwärterhaus von Schloss Planegg |
| Margarethenstraße 23 (Standort)                                                 | Katholische Filialkirche St. Margaret                                                    | Chor gotisch, Ende 15. Jahrhundert, Langhaus 1622 ausgebaut; mit Ausstattung. | D-1-88-127-6  | weitere Bilder                               |
| Margarethenstraße 31 (Standort)                                                 | Gasthaus Alter Wirt                                                                      | Zweigeschossiger Satteldachbau, an der Ostseite Halbwalm, an der Westseite profanierte Kapelle, erste Hälfte 19. Jahrhundert, im Kern älter. | D-1-88-127-8  | weitere Bilder                               |
| Margarethenstraße 32 (Standort)                                                 | Ehemalige Schmiede                                                                       | Zweigeschossiger Satteldachbau mit Kniestock und Zwerchhaus, im Erdgeschoss verputzt, 1897, Umbau 1930; ehemaliges Stallgebäude, eingeschossiger Holzständerbau mit Satteldach und Krangaube, gleichzeitig; Einfriedung aus Betonpfeilern mit Jugendstilornamenten, gleichzeitig. | D-1-88-127-19 | Ehemalige Schmiede                           |
| Margarethenstraße 43 (Standort)                                                 | Wohnhaus                                                                                 | Mit flachem Walmdach, Fassade mit Neurokoko-Putz- und Stuckdekor, um 1900; zugehörige eiserne Einfriedung, Jugendstil, um 1900. | D-1-88-127-10 | Wohnhaus                                     |
| Margarethenstraße 45 (Standort)                                                 | Wohnhaus                                                                                 | Zweigeschossiger Satteldachbau mit Fassaden im barockisierenden Jugendstil, Veranda, Wintergarten, vom Architekten Martin Dülfer für sich selbst auf Grundlage eines älteren Bauernhauses errichtet, 1902; mit Ausstattung.                                                       | D-1-88-127-11 | Wohnhaus                                     |
| Margarethenstraße 55; Mühlbach; Würm (Standort)                                 | Ehemalige Getreidemühle der Linner KG                                                    | 1892 als dreigeschossiger Satteldachbau unter Verwendung von Teilen der Vorgängermühle auf dem Areal des früheren Hofmarkschlosses Krailling errichtet; mit technischer Ausstattung; zugehörig zwei hölzerne Schaufelmühlräder, Mühlbach und Wehre.                               | D-1-88-127-18 | weitere Bilder                               |

### Frohnloh
| Lage                  | Objekt               | Beschreibung                   | Akten-Nr.     | Bild           |
| --------------------- | -------------------- | ------------------------------ | ------------- | -------------- |
| Dorfstraße (Standort) | Kapelle St. Nikolaus | Geweiht 1715; mit Ausstattung. | D-1-88-127-14 | weitere Bilder |

### Hüll
| Lage                  | Objekt                      | Beschreibung | Akten-Nr.     | Bild                        |
| --------------------- | --------------------------- | --- | ------------- | --------------------------- |
| Gut Hüll 2 (Standort) | Wohnhaus des Gutshofes Hüll | Zweigeschossiger Fertighausbau aus Holz mit Flachsatteldach, Treppenhausrisalit, Giebellaube und Gesimsgliederung, von Albert Uhlmann, 1922. | D-1-88-127-26 | Wohnhaus des Gutshofes Hüll |

### Pentenried
| Lage                    | Objekt                                | Beschreibung                                                                                              | Akten-Nr.     | Bild                                  |
| ----------------------- | ------------------------------------- | --- | ------------- | ------------------------------------- |
| Kirchenweg 9 (Standort) | Katholische Filialkirche St. Benedikt | Schlichte Saalkirche mit eingezogenem, polygonalem Altarraum, von Konstantin Blum, 1958; mit Ausstattung. | D-1-88-127-15 | Katholische Filialkirche St. Benedikt |

## Ehemalige Baudenkmäler
In diesem Abschnitt sind Objekte aufgeführt, die früher einmal in der Denkmalliste eingetragen waren, jetzt aber nicht mehr. Objekte, die in anderem Zusammenhang – also z. B. als Teil eines Baudenkmals – weiter eingetragen sind, sollen hier nicht aufgeführt werden. Aktennummern in diesem Abschnitt sind ehemalige, jetzt nicht mehr gültige Aktennummern.

| Lage                                      | Objekt               | Beschreibung | Akten-Nr. | Bild  |
| ----------------------------------------- | -------------------- | --- | --------- | ----- |
| Krailling Margarethenstraße 41 (Standort) | Villa                | Um 1908. |           | Villa |
| Krailling Sanatoriumstraße 4 (Standort)   | Ehemaliges Ärztehaus | Ärztehaus des Waldsanatoriums, Zweifamilienhaus in malerischer Gestaltung mit abgewalmten Dächern, in Formen des reduzierten Historismus, 1906. |           | BW    |